# Dismorphiinae
Dismorphiinae  (лат.) — подсемейство белянок. Около 100 видов бабочек.

## Описание
Бабочки мелких  (в Палеарктике) и средних размеров, как правило, светло окрашенные.  Усики с различными типами булавы.  Все радиальные жилки имеют общий ствол. К костальному краю переднего крыла выходят 3 радиальные жилки (R1, R2, R3), R4 выходит к вершине, а R5  к внешнему краю. На заднем крыле радиальная жилка Rs и медиальная жилка M1 имеют общий ствол.

## Распространение
Неотропика (большая часть видов), Неарктика (1 вид) и Палеарктика (представлен 1 род Leptidea).

## Систематика
В состав подсемейства входят:
- Dismorphia Hübner, 1816
- Enantia Hübner, 1819
- Leptidea Billberg, 1820
- Lieinix Gray, 1832
- Moschoneura Butler, 1870
- Patia Klots, 1933
- Pseudopieris Godman & Salvin, 1890